# Journal of Physical Chemistry Letters
Journal of Physical Chemistry Letters è una rivista accademica che si occupa di chimica fisica. Nel 2014 il fattore di impatto della rivista era di 7,458.